# Лапин, Николай Павлович
Никола́й Па́влович Ла́пин (1919, Ярославская область — 23 марта 1945) — полный кавалер ордена Славы, участник Великой Отечественной войны. Командир отделения взвода пешей разведки 811-го стрелкового полка (229-я стрелковая дивизия, 55-й стрелковый корпус, 21-я армия, 1-й Украинский фронт), старший сержант.

## Биография
Родился в 1919 году в деревне Мокеево Костромского уезда Костромской губернии, ныне Некрасовского района, Ярославской области. Из семьи крестьянина. Русский. Окончил 4 класса сельской школы и школу фабрично-заводского ученичества. Работал на заводе в Ленинграде.
В Красную Армию был призван Куйбышевским районным военкоматом города Ленинграда 14 октября 1939 года.
Участник Великой Отечественной войны с июня 1941 года. Начало войны встретил на советско-финской границе севернее Ладожского озера в составе 24-го мотострелкового полка, где служил миномётчиком, участвовал в боях против финской армии. 30 июля 1941 года получил тяжёлую травму ноги и был эвакуирован в госпиталь в Ленинград. После излечения в августе 1941 года направлен в отдельный полк охраны штаба Северного фронта. Видимо, вскоре вновь был ранен или травмирован, потому что в ноябре 1941 года находился в батальоне выздоравливающих.
В ноябре направлен в 177-ю стрелковую дивизию Ленинградского фронта. Вместе с дивизией был вывезен из блокадного Ленинграда, передан в 54-ю армию и с 20 января 1942 года участвовал в Любанской наступательной операции. В бою 29 января (по другим данным, 15 февраля) 1942 года вновь был ранен. После выздоровления вновь направлен в 177-ю стрелковую дивизию, где в составе 502-го стрелкового полка сражался на Волховском фронте. В этом полку стал фронтовым разведчиком, затем командиром отделения разведки, получил сержантское звание и свою первую награду — медаль «За боевые заслуги». В представлении к награде указано, что с 1 июля 1942 по 15 июня 1943 года старший сержант Николай Лапин лично истребил 21 гитлеровского солдата.
Затем был переведён в 811-й стрелковый полк 229-й стрелковой дивизии, но когда это произошло — не известно. Участвовал в битве за Ленинград и в Ленинградско-Новгородской стратегической наступательной операции в январе-феврале 1944 года.
Помощник командира взвода пешей разведки взвода 811-го стрелкового полка (229-я стрелковая дивизия, 54-я армия, 3-й Прибалтийский фронт) старший сержант Лапин Николай Павлович отличился 22 июня 1944 года в частной наступательной операции по ликвидации немецкого плацдарма на реке Великая в районе деревни Рожанка (ныне не существует, находилась в 12,5 километрах северо-восточнее города Остров, на территории современной Псковской области), он одним из первых ворвался во вражескую траншею и в упор расстрелял 4 солдат, своими действиями способствовал подразделению захватить выгодный рубеж.
За образцовое выполнение боевых заданий Командования на фронте борьбы с немецкими захватчиками и проявленные при этом доблесть и мужество приказом частям 229-й стрелковой дивизии № 040-н от 26 июня 1944 года старший сержант Лапин Николай Павлович награждён орденом Славы 3-й степени.
Командир отделения взвода пешей разведки 811-го стрелкового полка (229-я стрелковая дивизия, 54-я армия, 3-й Прибалтийский фронт) старший сержант Лапин Николай Павлович вновь отличился в Тартуской фронтовой наступательной операции. 23 августа 1944 года во главе разведгруппы бойцов проник в расположение противника у населённого пункта Малая Вериоя (20 километров северо-восточнее города Валга, Эстонская ССР). Обнаружив группу немецких солдат, Лапин огнём из автомата уничтожил 3 гитлеровцев, а группа в это время захватила 2 солдат в плен. При отходе, преследовании и переходе через линию фронта один пленный был убит, но второй доставлен в штаб полка и дал ценные сведения.
За образцовое выполнение боевых заданий Командования на фронте борьбы с немецкими захватчиками и проявленные при этом доблесть и мужество приказом войскам 54-й армии № 0144 от 3 сентября 1944 года старший сержант Лапин Николай Павлович награждён орденом Славы 2-й степени.
После участия в Прибалтийской наступательной операции в сентябре-октябре 1944 года дивизия была выведена в резерв Ставки, а в декабре 1944 года передана в состав войск 1-го Украинского фронта. Там Н. П. Лапин участвовал в Висло-Одерской наступательной операции.
Командир отделения взвода пешей разведки 811-го стрелкового полка (229-я стрелковая дивизия, 55-й стрелковый корпус, 21-я армия, 1-й Украинский фронт) старший сержант Лапин Николай Павлович вновь геройски действовал в Нижнесилезской наступательной операции. В бою 10 февраля 1945 года в районе населённых пунктов Мерцдорф (Марцинковице) и Гротткау (Гродкув) в окрестностях современного города Олава (Польша) под огнём противника увлёк бойцов в атаку, ворвался в немецкую траншею и там истребил 5 вражеских солдат.
За образцовое выполнение боевых заданий Командования на фронте борьбы с немецкими захватчиками и проявленные при этом доблесть и мужество Указом Президиума Верховного Совета СССР от 10 апреля 1945 года старший сержант Лапин Николай Павлович награждён орденом Славы 1-й степени.
Но геройскому разведчику получить этот орден было уже не суждено. Несколько раз он переходил линию фронта на подступах к городу Нейссе (ныне г. Ныса, Опоцкое воеводство, Польша) и собрал ценные сведения об обороне этого города, превращённого немцами в мощный укрепрайон. В ночь с 22 на 23 марта 1945 года в очередном выходе в немецкий тыл он погиб смертью храбрых. А 24 марта войска армии штурмом овладели городом и большую роль в этой победе сыграли собранные Н. П. Лапиным разведданные.
Был похоронен в населённом пункте Риттесвальде (ныне д. Домашковице, Польша). После войны перезахоронен на кладбище советских воинов и военнопленных в городе Кендзежин-Козле (Опольское воеводство, Польша).
Кандидат в члены ВКП(б) с 1944 года.
Старший сержант (1943). Награждён орденом Отечественной войны 1-й степени (24.04.1945, посмертно), орденами Славы трёх степеней, медалями «За боевые заслуги» (6.07.1943) и «За оборону Ленинграда» (вручена 13.07.1943).

## Награды
- Орден Отечественной войны 1-й степени (24 апреля 1945, посмертно)
- Орден Славы 1-й степени (10 апреля 1945)
- Орден Славы 2-й степени (3 сентября 1944)
- Орден Славы 3-й степени (26 июня 1944)
- Медаль «За боевые заслуги» (6 июля 1943)
- Медаль «За оборону Ленинграда» (13 июля 1943)